# Vincent Novello
Pour les articles homonymes, voir Novello (homonymie).
 (décembre 2012).
Si vous disposez d'ouvrages ou d'articles de référence ou si vous connaissez des sites web de qualité traitant du thème abordé ici, merci de compléter l'article en donnant les références utiles à sa vérifiabilité et en les liant à la section « Notes et références ».
Vincent Novello (Londres, 6 septembre 1781 – 9 août 1861) est un musicien et éditeur d’œuvres musicales britannique.

## Biographie
Vincent Novello est né à Londres le 6 septembre 1781 d'un père italien et d'une mère anglaise. 
Enfant, Novello est choriste à la chapelle sarde dans Duke Street, Lincoln's Inn Fields, où il apprend l'orgue et de 1796 à 1822, et devient, jusqu’en 1843, organiste dans différentes chapelles de Londres (à Manchester Square, à South Street, Grosvenor Square et à la chapelle Sainte Marie à Moorfields). 
Il est un membre fondateur de la Société Philharmonique de Londres (Royal Philharmonic Society), de l’« Harmoniste Classique » et de la « chorale Harmoniste », officiant souvent comme chef d'orchestre.  
Plusieurs de ses compositions de musique sacrée devinrent populaires. Sa grande contribution, cependant, de concert avec Christian Ignace Latrobe, réside dans l'introduction en Angleterre, des œuvres et compositions musicales par les grands maîtres, tels que les messes de Haydn, Mozart, et les œuvres de Giovanni Pierluigi da Palestrina ainsi que les trésors musicaux du Fitzwilliam Museum.  
En 1811, Novello fonde une maison d’édition à son nom. Il édite son premier ouvrage, un recueil regroupant une collection de musiques sacrées, jouées à la Chapelle royale portugaise. Cette société d’édition devient Novello & Company. Son fils Joseph Alfred Novello (1810-1896), qui avait commencé comme un chanteur basse, reprend à son tour la maison d’édition en 1829. 
En 1849, Vincent Novello est allé vivre à Nice, sur la Côte d’Azur, où il est mort en 1861